# Гребля Лейхгардт
Гребля Лейхгардт – гідротехнічна споруда на північному сході Австралії, зведена на річці Лейхгардт (впадає до південної частини затоки Карпентарія).
З кінця 1920-х років потреби гірничо-металургійного комплексу Маунт-Айза (рудник, гірничо-збагачувальні фабрики та плавильні заводи) забезпечувала споруджена на витоку Лейхгардт гребля Райфл-Крік. На тлі зростання потреб в 1958-му нижче по течії річки ввели в дію значно більшу греблю Лейхгардт, що створила водосховище Мундарра (при цьому Райфл-Крік продовжила виконувати допоміжну функцію в системі водопостачання, а за два десятиліття ще нижче по течії Лейхгардт звели резервну греблю Юліус).
В межах проекту долину річки перекрили кам’яно-накидною спорудою з бетонним облицюванням висотою 26,5 метра та довжиною 259 метрів, що потребувала 153 тис м3 матеріалу (з них 8 тис м3 бетону). Вона має гребінь на позначці 330,9 метра НРМ, над яким в якийсь момент спорудили парапет заввишки 1 метр (зазначена раніше висота греблі не включає парапет). 
Ліворуч від греблі розташований головний водоскид шириною 77 метрів, виконаний як вирубаний у скельних породах канал без облицювання. В 1971-му водоскид отримав бетонне навершшя заввишки 1,5 метра, яке підвищило його поріг до позначки у 326,3 метра НРМ. Крім того, у сідловинах облаштовані два допоміжні водоскиди шириною 48 та 37 метрів з порогами на позначці 326,5 метра НРМ. Прропускна здатність водоскидів становить 3539 м3/с.
Гребля утримує водосховище з площею поверхні 21,9 км2 та об’ємом 103 млн м3 (таких показників досягнули після зазначеного вище підвищення порогу водоскиду). 
Водозбірний басейн вище від греблі становить біля 1200 км2.